# یئونگچئون-دونگ
یئونگچئون-دونگ (به لاتین: Yeongcheon-dong) یک منطقهٔ مسکونی در کره جنوبی است که در Seodaemun District واقع شده‌است.